# Filips van Spanheim
Filips van Spanheim (overleden te Krems an der Donau op 22 juli 1279) was van 1247 tot 1257 aartsbisschop van Salzburg en van 1269 tot 1271 patriarch van Aquileja. Ook droeg hij van 1254 tot aan zijn dood de titel van graaf van Lebenau en was hij pretendent van het Hertogdom Karinthië. Hij behoorde tot het huis Spanheim en bij zijn dood stierf de hoofdlinie van dit huis uit. 

## Levensloop
Filips was een jongere zoon van hertog Bernard van Karinthië en diens echtgenote Judith, dochter van koning Ottokar I van Bohemen. Hij werd opgevoed aan het hof van koning Wenceslaus I van Bohemen, waar hij werd voorbereid voor een kerkelijke loopbaan als proost van de kapittelkerk in Vyšehrad en als kanselier van Bohemen. 
In 1247 werd hij door de kapittel van Salzburg verkozen tot aartsbisschop, maar hij liet zich niet wijden om ter beschikking te blijven voor de erfopvolging van zijn kinderloze broer Ulrich III in Karinthië. Hij nam zelfs aan de zijde van zijn vader deel aan militaire campagnes in Stiermarken en het Lungaugebied. In 1252 versloeg hij samen met zijn vader nabij de stad Greifenburg de verenigde troepen van graaf Meinhard III van Gorizia en graaf Albert IV van Tirol, waarbij Filips grote landerijen in Opper-Karinthië verwierf. 
In 1254 probeerde Filips om de voormalige grafelijke rechten van het huis Spanheim nabij het kasteel van Lebenau te herstellen, die door de aartsbisschoppen van Salzburg waren veroverd. De kapittel van Salzburg was daar niet tevreden mee en als reactie werd Filips in 1257 afgezet als aartsbisschop en uit Salzburg verbannen. Hij probeerde het aartsbisdom te heroveren door met de militaire steun van zijn broer Ulrich III zijn opvolger Ulrich van Sekau aan te vallen, maar daar slaagde hij niet in. De volgende jaren zette Filips zijn oorlogszucht verder: in 1060 vocht hij namelijk aan de zijde van koning Ottokar II van Bohemen in de Slag bij Kressenbrunn tegen de troepen van koning Béla IV van Hongarije. Toen zijn neef langs moederkant Wladislaus van Silezië in 1265 met pauselijke steun tot aartsbisschop van Salzburg was verkozen, werd Filips gedwongen om zijn claims op het aartsbisdom op te geven.
In 1269 werd hij verkozen tot patriarch van Aquileja, maar de paus weigerde deze verkiezing te erkennen en in 1273 benoemde paus Gregorius X Raimondo della Torre tot patriarch. In oktober 1269 stierf zijn oudere broer Ulrich III, waardoor Filips het hertogdom Karinthië erfde. Ulrich had in het geheim echter koning Ottokar II van Bohemen tot erfopvolger van Karinthië benoemd, waardoor Filips na de erfopvolging onmiddellijk van zijn bezittingen werd onteigend. Hij deed vervolgens een nieuwe poging om zichzelf als graaf van Lebenau te installeren, maar dit mislukte.
In 1273 werd Rudolf I van Habsburg tot Rooms-Duits koning gekozen. Rudolf I was de grote politieke rivaal van koning Ottokar II van Bohemen, die Rudolfs verkiezing weigerde te erkennen. Filips kreeg van Rudolf het hertogdom Karinthië toegewezen, maar Ottokar had niet de intentie om dit door te voeren en weigerde om Filips' claims te vervullen. 
In 1278 werd Ottokar II definitief verslagen door Rudolf in de Slag bij Dürnkrut. Filips moest echter in het hertogdom Oostenrijk blijven en kreeg Karinthië niet in handen. In 1279 stierf hij, waarna hij werd bijgezet in de Dominicanenkerk van Krems an der Donau. 
- Gemeinsame Normdatei: 119340542
- Virtual International Authority File: 40186130